# Пять публичных объявлений
Пять публичных объявлений (яп. 五榜の掲示 гохо но кэйдзи) руководства Императорского правительства времен реставрации Мэйдзи населению Японии. Изданы 7 апреля 1868 года. Имели силу закона.

## Краткие сведения
Пять публичных объявлений были обнародованы на следующий день после принятия Клятвы Пяти пунктов. Их написали на деревянных таблицах в стиле народных наставлений сёгуната Токугава. Объявления состояли из пяти пунктов, которые предусматривали:
1. Соблюдение пяти конфуцианских принципов: родительской и сыновней любви, справедливости между начальником и подчиненным, достоинства между мужем и женой, порядка между старшими и младшими и верности между друзьями.
2. Запрет на формирование антиправительственных обществ и партий, применение силовых методов для разрешения судебных споров и против побегов крестьян из сел для протестов против действий власти.
3. Запрет на исповедание и проповедование христианства и других еретических учений.
4. Соблюдение международного права и запрет наносить ущерб иностранцам.
5. Запрет покидать родину без разрешения местной власти.

Первые три статьи объявлений имели силу «вечных законов», две последние — «временных».
Публичные объявления засвидетельствовали, что Императорское правительство будет продолжать традиционную политику «запретов» сёгуната Токугава относительно населения Японии. Это вызвало критику со стороны иностранных государств. В частности, запрет христианства и свободы перемещений противоречили международному праву, соблюдение которого декларировало японское правительство. Из-за этого в феврале 1873 года пять публичных объявлений были отменены.